# 18.ª etapa de la Vuelta a España 2024
La 18.ª etapa de la Vuelta a España 2024 tuvo lugar el 5 de septiembre de 2024 y consistió en una etapa de media montaña con inicio en la ciudad de Vitoria y final en Maestu sobre un recorrido de 179,5 km. Esta fue ganada por el español Urko Berrade del Equipo Kern Pharma, el australiano Ben O'Connor del Decathlon AG2R La Mondiale Team consiguió mantener el liderato.

## Clasificación de la etapa[2]
| Vitoria - Maestu | etapa de media montaña | (179,5 km) |

| \| Clasificación de la etapa \| Clasificación de la etapa \| Clasificación de la etapa \| Clasificación de la etapa \| Clasificación de la etapa \| \| Ciclista \| Ciclista \| Equipo \| Tiempo \| \| \| ------------------------- \| ------------------------- \| -------------------------- \| ------------------------- \| ------------------------- \| \| 1.º \| Urko Berrade \| Equipo Kern Pharma \| 4 h 00 min 52 s \| \| \| 2.º \| Mauro Schmid \| Team Jayco AlUla \| + 4 s \| \| \| 3.º \| Max Poole \| Team dsm-firmenich PostNL \| + 4 s \| \| \| 4.º \| Aleksandr Vlásov \| Red Bull-Bora-Hansgrohe \| + 4 s \| \| \| 5.º \| Oier Lazkano \| Movistar Team \| + 4 s \| \| \| 6.º \| Ion Izagirre \| Cofidis \| + 4 s \| \| \| 7.º \| Mathias Vacek \| Lidl-Trek \| + 4 s \| \| \| 8.º \| Pablo Castrillo \| Equipo Kern Pharma \| + 4 s \| \| \| 9.º \| Pau Miquel \| Equipo Kern Pharma \| + 4 s \| \| \| 10.º \| Steven Kruijswijk \| Team Visma \\| Lease a Bike \| + 11 s \| \| |                   |                            |                 |
| |                   |                            |                 |
| Fuente: ProCyclingStats |                   |                            |                 |
| Clasificación de la etapa |                   |                            |                 |
| Ciclista | Ciclista          | Equipo                     | Tiempo          |
| 1.º | Urko Berrade      | Equipo Kern Pharma         | 4 h 00 min 52 s |
| 2.º | Mauro Schmid      | Team Jayco AlUla           | + 4 s           |
| 3.º | Max Poole         | Team dsm-firmenich PostNL  | + 4 s           |
| 4.º | Aleksandr Vlásov  | Red Bull-Bora-Hansgrohe    | + 4 s           |
| 5.º | Oier Lazkano      | Movistar Team              | + 4 s           |
| 6.º | Ion Izagirre      | Cofidis                    | + 4 s           |
| 7.º | Mathias Vacek     | Lidl-Trek                  | + 4 s           |
| 8.º | Pablo Castrillo   | Equipo Kern Pharma         | + 4 s           |
| 9.º | Pau Miquel        | Equipo Kern Pharma         | + 4 s           |
| 10.º | Steven Kruijswijk | Team Visma \| Lease a Bike | + 11 s          |

## Clasificaciones al final de la etapa

### Clasificación general[3]
| \| Clasificación general \| Clasificación general \| Clasificación general \| Clasificación general \| Clasificación general \| \| Ciclista \| Ciclista \| Equipo \| Tiempo \| \| \| --------------------- \| --------------------- \| -------------------------- \| --------------------- \| --------------------- \| \| 1.º \| Ben O'Connor \| Decathlon-AG2R La Mondiale \| 72 h 48 min 46 s \| \| \| 2.º \| Primož Roglič \| Red Bull-Bora-Hansgrohe \| + 5 s \| \| \| 3.º \| Enric Mas \| Movistar Team \| + 1 min 25 s \| \| \| 4.º \| Richard Carapaz \| EF Education-EasyPost \| + 1 min 46 s \| \| \| 5.º \| David Gaudu \| Groupama-FDJ \| + 3 min 48 s \| \| \| 6.º \| Carlos Rodríguez \| Ineos Grenadiers \| + 3 min 53 s \| \| \| 7.º \| Mattias Skjelmose \| Lidl-Trek \| + 4 min 00 s \| \| \| 8.º \| Florian Lipowitz \| Red Bull-Bora-Hansgrohe \| + 4 min 27 s \| \| \| 9.º \| Pavel Sivakov \| UAE Team Emirates \| + 5 min 19 s \| \| \| 10.º \| Mikel Landa \| Soudal Quick-Step \| + 5 min 38 s \| \| |                   |                            |                  |
| |                   |                            |                  |
| Fuente: ProCyclingStats |                   |                            |                  |
| Clasificación general |                   |                            |                  |
| Ciclista | Ciclista          | Equipo                     | Tiempo           |
| 1.º | Ben O'Connor      | Decathlon-AG2R La Mondiale | 72 h 48 min 46 s |
| 2.º | Primož Roglič     | Red Bull-Bora-Hansgrohe    | + 5 s            |
| 3.º | Enric Mas         | Movistar Team              | + 1 min 25 s     |
| 4.º | Richard Carapaz   | EF Education-EasyPost      | + 1 min 46 s     |
| 5.º | David Gaudu       | Groupama-FDJ               | + 3 min 48 s     |
| 6.º | Carlos Rodríguez  | Ineos Grenadiers           | + 3 min 53 s     |
| 7.º | Mattias Skjelmose | Lidl-Trek                  | + 4 min 00 s     |
| 8.º | Florian Lipowitz  | Red Bull-Bora-Hansgrohe    | + 4 min 27 s     |
| 9.º | Pavel Sivakov     | UAE Team Emirates          | + 5 min 19 s     |
| 10.º | Mikel Landa       | Soudal Quick-Step          | + 5 min 38 s     |

### Clasificación por puntos[4]
| Clasificación por puntos | Clasificación por puntos | Clasificación por puntos  | Clasificación por puntos | Clasificación por puntos |
| Ciclista                 | Ciclista                 | Equipo                    | Puntos                   |                          |
| ------------------------ | ------------------------ | ------------------------- | ------------------------ | ------------------------ |
| 1.º                      | Kaden Groves             | Alpecin-Deceuninck        | 226 pts                  |                          |
| 2.º                      | Pablo Castrillo          | Equipo Kern Pharma        | 117 pts                  |                          |
| 3.º                      | Max Poole                | Team dsm-firmenich PostNL | 108 pts                  |                          |
| 4.º                      | Max Poole                | Team dsm-firmenich PostNL | 106 pts                  |                          |
| 5.º                      | Mathias Vacek            | Lidl-Trek                 | 100 pts                  |                          |
| 6.º                      | Marc Soler               | UAE Team Emirates         | 98 pts                   |                          |
| 7.º                      | Harold Tejada            | Astana Qazaqstan Team     | 95 pts                   |                          |
| 8.º                      | Mauro Schmid             | Team Jayco AlUla          | 89 pts                   |                          |
| 9.º                      | Stefan Küng              | Groupama-FDJ              | 79 pts                   |                          |
| 10.º                     | Pau Miquel               | Equipo Kern Pharma        | 79 pts                   |                          |

### Clasificación de la montaña[5]
| Clasificación de la montaña | Clasificación de la montaña | Clasificación de la montaña | Clasificación de la montaña | Clasificación de la montaña |
| Ciclista                    | Ciclista                    | Equipo                      | Puntos                      |                             |
| --------------------------- | --------------------------- | --------------------------- | --------------------------- | --------------------------- |
| 1.º                         | Marc Soler                  | UAE Team Emirates           | 57 pts                      |                             |
| 2.º                         | Jay Vine                    | UAE Team Emirates           | 56 pts                      |                             |
| 3.º                         | Pablo Castrillo             | Equipo Kern Pharma          | 37 pts                      |                             |
| 4.º                         | Filippo Zana                | Team Jayco AlUla            | 27 pts                      |                             |
| 5.º                         | Marco Frigo                 | Israel-Premier Tech         | 26 pts                      |                             |
| 6.º                         | Aleksandr Vlásov            | Red Bull-Bora-Hansgrohe     | 25 pts                      |                             |
| 7.º                         | Adam Yates                  | UAE Team Emirates           | 22 pts                      |                             |
| 8.º                         | Mauro Schmid                | Team Jayco AlUla            | 20 pts                      |                             |
| 9.º                         | Max Poole                   | Team dsm-firmenich PostNL   | 19 pts                      |                             |
| 10.º                        | Primož Roglič               | Red Bull-Bora-Hansgrohe     | 18 pts                      |                             |

### Clasificación de los jóvenes[6]
| Clasificación del mejor joven | Clasificación del mejor joven | Clasificación del mejor joven | Clasificación del mejor joven | Clasificación del mejor joven |
| Ciclista                      | Ciclista                      | Equipo                        | Tiempo                        |                               |
| ----------------------------- | ----------------------------- | ----------------------------- | ----------------------------- | ----------------------------- |
| 1.º                           | Carlos Rodríguez              | Ineos Grenadiers              | 72 h 52 min 39 s              |                               |
| 2.º                           | Mattias Skjelmose             | Lidl-Trek                     | + 7 s                         |                               |
| 3.º                           | Florian Lipowitz              | Red Bull-Bora-Hansgrohe       | + 34 s                        |                               |
| 4.º                           | Max Poole                     | Team dsm-firmenich PostNL     | + 1 h 05 min 38 s             |                               |
| 5.º                           | Matthew Riccitello            | Israel-Premier Tech           | + 1 h 07 min 26 s             |                               |
| 6.º                           | Giovanni Aleotti              | Red Bull-Bora-Hansgrohe       | + 1 h 31 min 26 s             |                               |
| 7.º                           | Valentin Paret-Peintre        | Decathlon-AG2R La Mondiale    | + 1 h 32 min 04 s             |                               |
| 8.º                           | Isaac Del Toro                | UAE Team Emirates             | + 1 h 35 min 23 s             |                               |
| 9.º                           | Mauri Vansevenant             | Soudal Quick-Step             | + 1 h 36 min 55 s             |                               |
| 10.º                          | William Junior Lecerf         | Soudal Quick-Step             | + 1 h 45 min 22 s             |                               |

### Clasificación por equipos[7]
| Clasificación por equipos | Clasificación por equipos  | Clasificación por equipos | Clasificación por equipos |
| Equipo                    | Equipo                     | Tiempo                    |                           |
| ------------------------- | -------------------------- | ------------------------- | ------------------------- |
| 1.º                       | UAE Team Emirates          | 217 h 49 min 31 s         |                           |
| 2.º                       | Red Bull-Bora-Hansgrohe    | + 44 min 46 s             |                           |
| 3.º                       | Decathlon-AG2R La Mondiale | + 1 h 28 min 40 s         |                           |
| 4.º                       | Team Visma \| Lease a Bike | + 1 h 39 min 12 s         |                           |
| 5.º                       | Groupama-FDJ               | + 2 h 02 min 25 s         |                           |
| 6.º                       | Soudal Quick-Step          | + 2 h 08 min 50 s         |                           |
| 7.º                       | Lidl-Trek                  | + 2 h 19 min 13 s         |                           |
| 8.º                       | Ineos Grenadiers           | + 2 h 32 min 08 s         |                           |
| 9.º                       | Equipo Kern Pharma         | + 2 h 34 min 32 s         |                           |
| 10.º                      | Movistar Team              | + 2 h 37 min 21 s         |                           |

## Abandonos
- Corbin Strong (Israel-Premier Tech) no tomó la salida.
- Rein Taaramäe (Intermarché-Wanty) no terminó la etapa.